# That's Right (Ciara)
That's Right è una canzone della cantante R&B statunitense Ciara che vede la collaborazione del rapper Lil Jon, che aveva già prodotto il primo singolo della cantante, Goodies. That's Right doveva essere il quarto singolo estratto, quinto in Nord America, dal secondo album in studio della cantante, Ciara: The Evolution. That's Right parla dell'emancipazione femminile e di una coppia di fidanzati. La canzone è stata pubblicata solo come videoclip il 25 dicembre 2007.

## Pubblicazione
That's Right inizialmente era confermato come quinto singolo, in Nord America,  estratto dall'album, quarto in Europa e terzo nel Regno Unito. La canzone era una delle tre scelte per il terzo singolo statunitense (secondo nel resto del mondo), tra 'Like a Boy, Can't Leave 'Em Alone e That's Right. Like a Boy venne scelto come terzo singolo statunitense, Can't Leave 'Em Alone divenne il quarto singolo statunitense e That's Right non fu più pubblicato per ragioni sconosciute.

## Critiche
That's Right è stato ben accolto dalle critiche musicali. La canzone è stata descritta anche come "una canzone molto sexy per aprire l'album" e che la voce di Ciara era allo stesso tempo sexy e morbida e la voce di Lil Jon molto forte.

## Video
Il video di That's Right è stato girato il giorno dopo quello di Can't Leave 'Em Alone ed è stato diretto da Fat Cats. L'11 luglio 2007 uno sconosciuto ha messo il video su internet, quando ancora non si sapeva neanche il giorno della première. Il video è divenuto disponibile a mezzanotte del 25 dicembre 2007 sullo spazio Myspace di Ciara. Il 15 gennaio 2008 il singolo è stato trasmesso per la prima volta in televisione, nel programma 106 & Park della Black Entertainment Television.
Il video inizia con Ciara, Monica e la coreografa di Ciara, sedute in una macchina ferma ad un distributore di benzina, mentre un cellulare suona. Poi la visuale si sposta su Lil Jon, situato in una stanza con una parete blu ed indossa delle collane con scritto "Crunk". Poi finito il verso rap di Lil Jon si vede Ciara su una macchina che canta. La fine del video si svolge con delle coreografie.